# Invisible Empire // Crescent Moon
Invisible Empire // Crescent Moon è il quinto album in studio della cantautrice scozzese KT Tunstall, pubblicato il 7 giugno 2013 per la Virgin Records.

## Antefatti
Il 20 marzo 2013, la Tunstall ha dichiarato sulla sua pagina Facebook ufficiale, che il suo sito web era stato modificato in linea con il nuovo album che sarebbe uscito a giugno dello stesso anno. La cantante ha inoltre pubblicato la copertina ufficiale dell'album, nella quale si vede la cantante di spalle nel deserto di Tucson in Arizona. Lo stesso giorno, è stato distribuito sul suo canale YouTube, un breve trailer che mostra la cantante nello studio di registrazione e nel deserto di Tucson durante il servizio fotografico per l'album.
L'album è stato registrato a Tucson in due sessioni differenti (con una pausa di qualche mese tra le due). Questo distacco tra le due sessioni è stato fatto apposta per poter dividere l'album in due parti distinte, come mostra il titolo dell'album. La prima parte ha come tema principale la mortalità e la perdita di qualcuno di caro, un tema molto vicino all'artista, che ha perso il padre nel 2012. La seconda parte invece evoca sensazioni più profonde soprattutto legate alla sfera sentimentale e ai cambiamenti nella sua vita personale dopo la separazione dal marito nel 2012, dopo quattro anni di matrimonio.

## Singoli
Il 21 marzo 2013 un articolo del The Huffington Post ha annunciato che il primo singolo si sarebbe intitolato Feel It All, e che sarebbe stato pubblicato a giugno insieme all'album. L'11 aprile la cantante ha rivelato attraverso la sua pagina di Facebook, che stava girando un video per il singolo, il quale è stato pubblicato il 29 aprile. Il singolo è stato seguito dai singoli Invisible Empire e Made of Glass.

## Tour
È stato annunciato l'Invisible Empire // Crescent Moon Tour. Per ora sono state annunciate solo le date estive previste in Regno Unito, le date del statunitensi del tour sono previste per l'inverno 2013.

## Tracce
1. Invisible Empire – 3:52
2. Made of Glass – 4:11
3. How You Kill Me – 4:11
4. Carried – 3:41
5. Old Man Song – 3:12
6. Yellow Flower – 3:12
7. Crescent Moon – 3:52
8. Waiting on the Heart – 4:29
9. Feel It All (feat. PJ Harvey) – 4:11
10. Chimes (feat. Howe Gelb) – 3:37
11. Honeydew – 3:22
12. No Better Shoulder – 5:27

Traccia aggiuntiva nella versione di iTunes
1. Feel It All – Band Jam (Radio Edit) – 3:50

Tracce aggiuntive nella versione Deluxe di iTunes
1. Feel It All – Band Jam (Radio Edit) – 3:49
2. Hallowed Ground – 4:59
3. Never Be the Same Again – 4:30
4. Tucson Time (Video) – 21:30

## Date di pubblicazione
| Paese       | Data           | Etichetta  | Formato                       |
| ----------- | -------------- | ---------- | ----------------------------- |
| Germania    | 7 giugno 2013  | Relentless | CD, download digitale, CD+DVD |
| Regno Unito | 10 giugno 2013 | Relentless | CD, download digitale, CD+DVD |
| Europa      | 10 giugno 2013 | Relentless | CD, download digitale, CD+DVD |
| Canada      | 11 giugno 2013 | Virgin     | CD, download digitale, CD+DVD |
| Giappone    | 12 giugno 2013 | TBA        | CD, download digitale, CD+DVD |
| Italia      | 25 giugno 2013 | Relentless | CD, download digitale, CD+DVD |
| Stati Uniti | 4 agosto 2013  | Virgin     | CD, download digitale, CD+DVD |

## Classifiche
| Paese             | Posizione più alta |
| ----------------- | ------------------ |
| Belgio (Fiandre)  | 51                 |
| Belgio (Vallonia) | 72                 |
| Paesi Bassi       | 84                 |
| Regno Unito       | 14                 |
| Svizzera          | 56                 |